# Gord

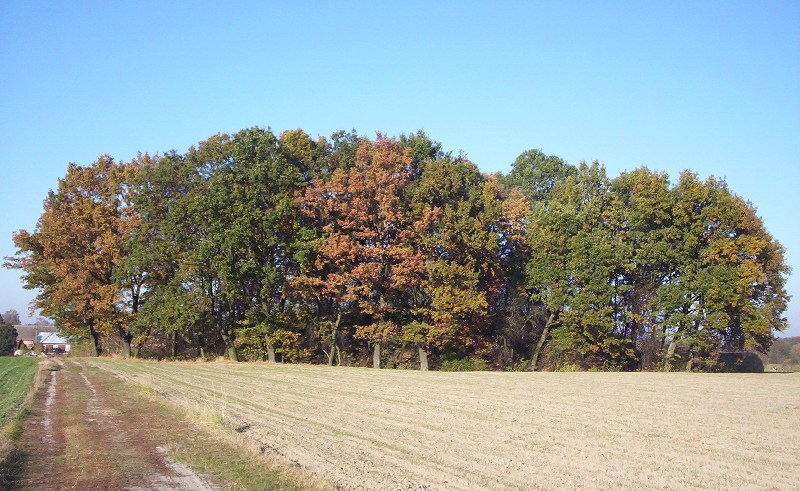
Grodzisko bij de Poolse plaats Stara Rawa

Gord, grod, grad of gorod (cyrillisch: горд, град, город) is een Slavisch woord voor 'stad'.
Versterkte houten nederzettingen en heuvelforten werden al in de brons- en vroege ijzertijd op vele plaatsen en door verschillende culturen gebouwd, bijvoorbeeld door de Kelten. In de vroege middeleeuwen stonden de oude Slaven bekend om hun houten versterkte nederzettingen. Het geherconstrueerde Oerslavische woord voor een dergelijke nederzetting is *gordъ en is verwant aan het Germaanse *gard. Een gord is vergelijkbaar met een ringwal.
Vanaf de 6e eeuw ziet men in het gebied van het huidige Rusland, Wit-Rusland, Oekraïne, Polen, Tsjechië en (oostelijk) Duitsland een zich verspreidende Slavische cultuur. De nederzettingen van de Vroeg-Slavische Kievcultuur en de daarop volgende Praag-Kortsjakcultuur waren in de regel onversterkt. Bij de verwante Penkivkacultuur, welke waarschijnlijk gevormd werd door een Sarmatische heersersklasse die over een bevolking van Slavische landbouwers heerste, zijn een aantal versterkte nederzettingen bekend. Deze vormden waarschijnlijk het bestuurscentrum van een plaatselijke vorst. Ook na de Slavische expansie vanaf de 6e eeuw ziet men plaatselijk versterkte nederzettingen. Deze nederzettingen werden meestal gesticht op strategische plekken als heuvels, rivieroevers, eilanden in meren of schiereilanden. Oorspronkelijk waren dit slechts de woonplaatsen van lokale heersers met hun gevolg, terwijl de landbouwende bevolking in nabijgelegen onbevestigde dorpen leefde. Geleidelijk ziet men ook grotere versterkte nederzettingen, meestal als lokaal centrum.
Een typische gord bestond uit een groep houten huizen, die in rij- of cirkelopstelling werden geplaatst en omringd werden door een of meer ringen van muren, bestaande uit grond en hout, een palissade en/of grachten. Sommige gords hadden een cirkelvorm met een ronde, ovale of soms polygone afrastering of wal rondom een laaggelegen gebied. Anderen bevonden zich op een natuurlijke of door de mens gemaakte aarden heuvel en hadden de vorm van een kegel. De gorden die een natuurlijke verdediging bezaten aan een kant, zoals een rivier of meer, hadden meestal de vorm van een hoefijzer.
Veel gorden werden gebouwd in dichtbevolkte gebieden. Toen de Slavische stammen zich echter begonnen te verenigen tot staten, werden gorden ook in dunbevolkte grensgebieden gebouwd.
Gorden die de zetel vormden van een belangrijke heerser of zich op een handelsroute bevonden, breidden zich vaak snel uit. Een voorstad (Pools: podgrodzie) vormde zich daarbij nabij of onder de gord. De bevolking ervan verleende diensten aan de inwoners van de gord en kon schuilen binnen de verdedigingswallen van de gord bij gevaar. Uiteindelijk kreeg een voorstad soms haar eigen afrastering of wal. In de hoge middeleeuwen groeide een gord vaak uit tot een kasteel of citadel (kremlin) en de voorstad tot een stad. Andere gorden konden de tijdgeest niet doorstaan en werden verlaten of verwoest en veranderden daarop langzaamaan naar min of meer herkenbare woonheuvels of aarden cirkels (Russisch: gorodisjtsje, Pools: grodzisko, Oekraïens: horodysjtsje, Slowaaks: hradisko, Tsjechisch: hradiště).